# Reinhard Herok
Reinhard Martin Herok (* 28. Februar 1961 in Salzburg) ist ein ehemaliger österreichischer Politiker der Österreichischen Volkspartei (ÖVP). Er war von 1989 bis 1994 Abgeordneter zum Salzburger Landtag.

## Ausbildung und Beruf
Herok besuchte zwischen 1968 und 1972 die Volksschule in Salzburg-Parsch und wechselte 1972 an das Bundesrealgymnasium in Salzburg. Im Jahr 1976 verließ er das Gymnasium, um sich von 1976 bis 1981 an der Bundeshandelsakademie in Salzburg weiterzubilden. Er legte hier im Jahr 1981 die Matura ab und begann im Anschluss 1981 ein Studium der Betriebswirtschaftslehre an den Universitäten Wien und Linz, das er bis 1988 ausübte.
Herok arbeitete als Trainer für Betriebs- und Volkswirtschaft am WIFI-Salzburg und war zudem von 1981 bis 1995 als politischer Assistent im ÖVP-Parlamentsklub in Wien beschäftigt. Er war von 1994 bis 2002 bei J. Walter Thompson als Account-Manager im Bereich New Business Development und Strategic Planning beschäftigt und arbeitete danach von 2002 bis 2007 als Account Director bei der Werbeagentur Leo Burnett in Wien. Zudem war er Sales und Marketing Manager bei e-merch und wurde im Januar 2007 Nachhaltigkeitsbeauftragter und New Business-Verantwortlicher bei gugler* cross media in Melk. Seit April 2014 ist Herok als selbständiger Kommunikationsberater und Trainer tätig. Weiters ist er derzeit als Lektor auf der FH Wieselburg und am IMC FH Krems tätig.
Neben seinem Beruf bildete sich Herok zwischen 1998 und 2000 durch die Absolvierung eines Universitätslehrganges für Markt- und Kommunikationsforschung an der Universität Wien, weiter, zudem besuchte er von 2001 bis 2003 den Universitätslehrgang für Business Management.

## Politik und Funktionen
Herok war von 1979 bis 1983 Landesobmann der Union Höherer Schüler und war von 1985 bis 1992 als Landesobmann der Jungen ÖVP Salzburg aktiv. Des Weiteren engagierte er sich von 1990 bis 1992 als Bundesobmann-Stellvertreter der Jungen ÖVP. Er gehörte zwischen dem 3. Mai 1989 und dem 1. Mai 1994 dem Salzburger Landtag als Abgeordneter an.